# خشخاش شاحب
خشخاش شاحب (الاسم العلمي: Papaver alboroseum) هي نوع نباتي يتبع جنس الخشخاش من الفصيلة الخشخاشية.  